# フレデリックハウス川

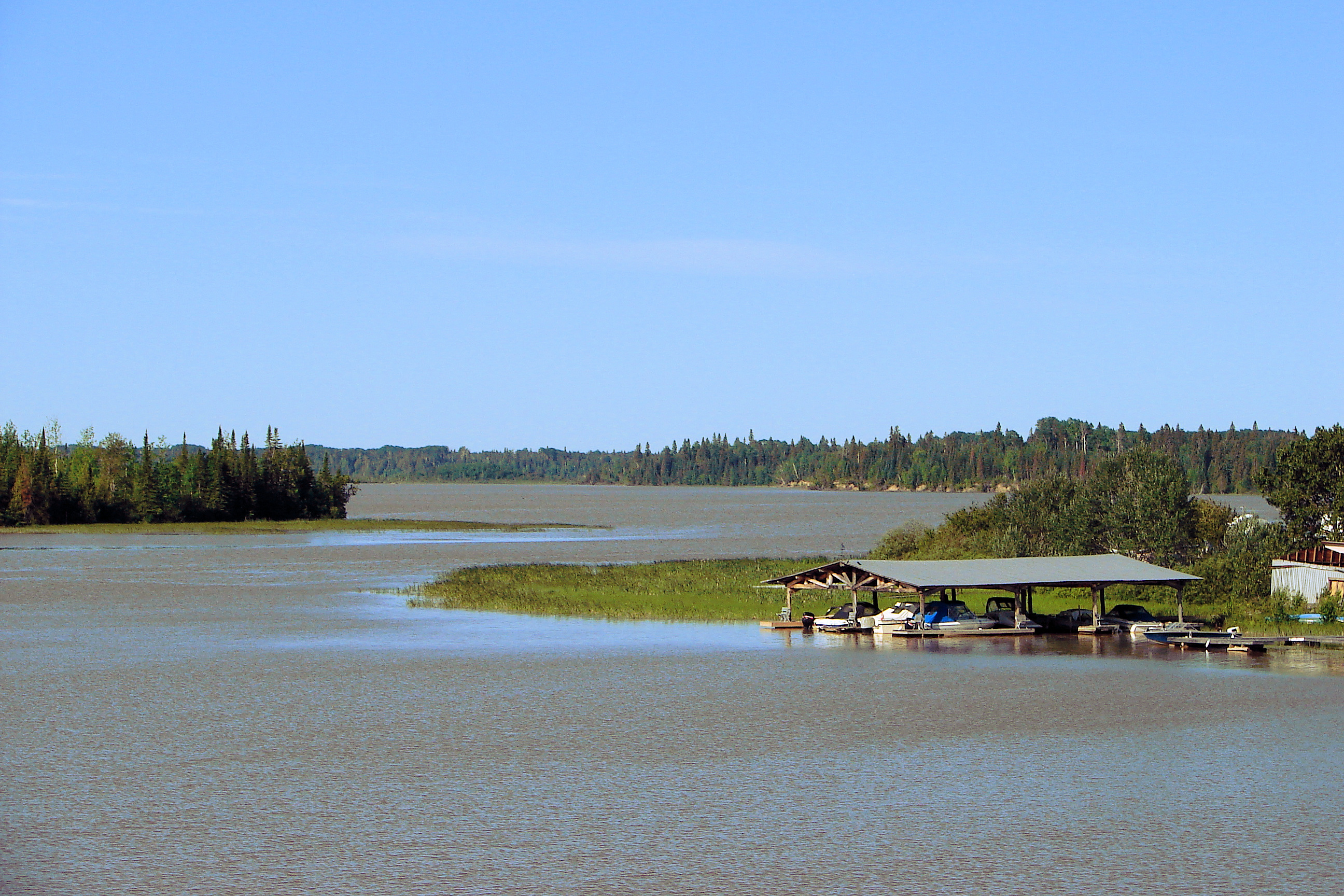
水源であるナイトホーク湖付近のフレデリックハウス川

フレデリックハウス川（フレデリックハウスがわ、）はカナダのオンタリオ州にある、ムース川水系の川。アビティビ川の左岸支流。長さは100km。
水源はティミンズにあるナイトホーク湖。そこから北へ流れフレデリックハウス湖を通過。右岸支流ウィックロー川をあわせ、コクレーンの西側境界に沿って流れる。オンタリオハイウェイ11号線、オンタリオノースランド鉄道の橋と交差し、左岸支流バスキーガウ川をあわせ、アビティビ川に合流する。